# Сяхоу Дунь
Сяхо́у Дунь (кит. упр. 夏侯惇, пиньинь Xiàhóu Dūn,  155— 220) — генерал и чиновник эпохи Троецарствия. Служил в армии Цао Цао государства Вэй. Наиболее известен как храбрый и преданный воин, чем как успешный полководец. Участвовал в кампаниях против Лю Бэя, Люй Бу, Сунь Цзяня и др.

## Биография
Сяхоу Дунь родился в городке Цяо (современный Бочжоу). С детства у него был вспыльчивый характер - в 15 лет он убил человека, оскорбившего его учителя. В 190 году присоединился к войскам Цао Цао против войск тирана Дун Чжо, вскоре стал правой рукой Цао Цао и получил звание генерала. Несмотря на некоторые неудачи, ему было поручено руководить операцией по спасению императора Сянь-ди. Эта операция прошла успешно, позволив Цао Цао стать Чэн Сяном (старшим министром) и получить законное основание власти. После этого Сяхоу Дунь участвовал в войне против Люй Бу, а также в битве против Гао Шуня. Сяхоу Дунь проиграл битву и потерял в ней левый глаз (согласно легенде, для устрашения врага, он проглотил свой глаз, когда в него попала стрела), однако позже победил Гао Шуня в единоборстве, что привело последнего в бегство. 
После этого Сяхоу Дунь возглавлял сельскохозяйственную программу в Чэньлю (совр. Кайфэн). Во время голода он приказал рабочим, обслуживающим дамбу, сделать большую запруду и использовать её как рисовое поле. Это спасло от голода много жизней.
В 202 году Сяхоу возглавил некрупномасштабное вторжение на территорию Лю Бэя, однако его вспыльчивый характер и чрезмерная храбрость позволили Лю Бэю заманить врага в узкое ущелье и зажечь лес вокруг него. В результате этого войска Вэй были разбиты.
В 220 году, после смерти Цао Цао, его преемник, Цао Пэй, назначил Сяхоу Дуня высшим генералом (кит. 大將軍). Однако он скончался от болезни несколько месяцев спустя.

## Характер
Сяхоу Дунь, как говорили, был справедливым человеком. Добрым и преданным к друзьям и семье, но беспощадным к врагам. Обладал достаточно вспыльчивым характером, который приносил ему множество трудностей. Его воинское мастерство не вызывает сомнений, учитывая его победу над генералом Люй Бу Гао Шунем и отзыв знаменитого Чжао Юня, однако его успехи как полководца были немногочисленны. Так, в битве при Боване, поддавшись на ложное отступление, Сяхоу Дунь бросился преследовать врага и попал в засаду, а во время войны с Люй Бу был захвачен предателями в собственном лагере и спасён, только благодаря решительным действиям подчинённых. Во время управления сельскохозяйственной программой, Сяхоу Дунь был обожаем людьми за свою щедрость и справедливость. Он никогда не брал из казны больше, чем ему нужно было для простой жизни, а все излишки своего имущества раздавал народу.

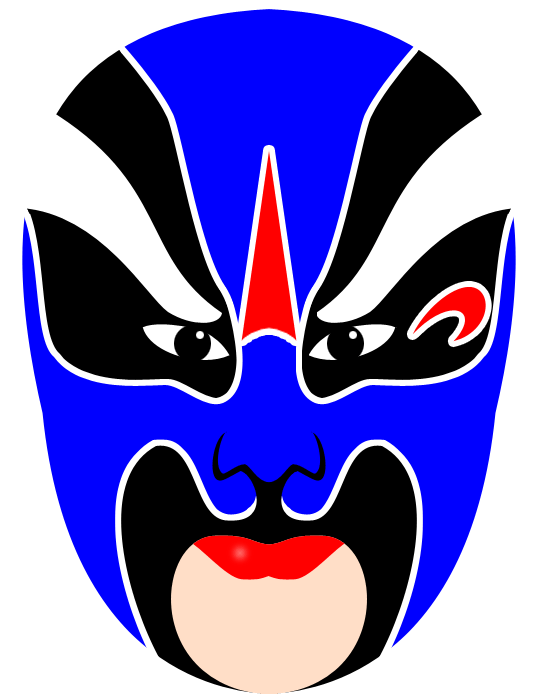
Маска Сяхоу Дунь в Пекинской опере

## В современной культуре
В современной культуре Сяхоу Дунь чаще представлен в положительном свете, в отличие от Цао Цао, которого Ло Гуаньчжун описывал исключительно в негативном ключе. Сяхоу Дунь сохранил образ храброго и преданного генерала, которого Цао ценил больше всего.
- Сяхоу Дунь является играбельным персонажем игр Dynasty Warriors и Warriors Orochi компании Koei, где изображён рассудительным полководцем, верным соратником Цао Цао
- Послужил прототипом персонажа Какотона Гэндзё в аниме «Школьные войны».
- В коллекционной карточной игре Magic: The Gathering есть карта «одноглазый Сяхоу Дунь».